# José Sarrión Andaluz
José Sarrión Andaluz (Cartagena, 1982) es un profesor universitario y político español, exdiputado de Izquierda Unida en las Cortes de Castilla y León.

## Biografía
Nacido en Cartagena en 1982, José Sarrión es Doctor en Filosofía, ejerciendo de profesor de Antropología en la Universidad Pontificia de Salamanca.
En la actualidad es profesor de Filosofía en la Universidad de Salamanca.

## Trayectoria académica
Se doctoró en la Universidad Nacional de Educación a Distancia con una Tesis sobre Manuel Sacristán. Su investigación se centró en la noción de ciencia del filósofo español en conexión con autores clásicos de la filosofía de la ciencia del siglo XX como Russell, Carnap, Quine, Popper, Kuhn o Mosterín, así como con autores centrales del marxismo, tales como Marx, Engels, Lenin, Lukács, Gramsci o Althusser. Dicha tesis dio lugar a su libro La noción de ciencia en Manuel Sacristán, publicado por la editorial Dykinson.
Su línea de investigación se ha centrado en la filosofía política y el marxismo, especialmente en el marco de la filosofía española.

## Carrera política
Militante de base del PCE e IU en Salamanca desde finales de los años noventa, en 2015 José Sarrión se presentó a las primarias abiertas de Izquierda Unida para elegir su candidato a la presidencia de la Junta de Castilla y León, venciéndolas y obteniendo en las elecciones autonómicas de mayo de 2015 el acta de procurador en las Cortes autonómicas. En septiembre de 2016 fue elegido coordinador de Izquierda Unida en la comunidad autónoma. En las elecciones autonómicas de mayo de 2019 no consiguió revalidar su acta como procurador en Cortes.
Su experiencia en las Cortes de Castilla y León inspiró su libro Comunes el sol y el viento. Crónicas de un Procurador en las Cortes de Castilla y León.

## Publicaciones y colaboraciones
Pueden consultarse las publicaciones académicas de José Sarrió Andaluz en:
- Publicaciones de J. Sarrión Andaluz en la Universidad de Salamanca
- Publicaciones de J. Sarrión Andaluz en ORCID
- https://dialnet.unirioja.es/servlet/autor?codigo=2022454 Publicaciones de J. Sarrión Andaluz en Dialnet]

Libros
- Jorge Sarrión Andaluz, Comunes el sol y el viento. Crónicas de un Procurador en las Cortes de Castilla y León, Editorial Atrapasueños, 2019.[14]

Artículos y colaboraciones en prensa
- Jorge Sarrión Andaluz, Los niños que vencieron a la Junta de Castilla y León (dos veces): una historia de la España abandonada, Público (España),5/6/2022.